# Moon Unit Zappa
Moon Unit Zappa nebo jen Moon Zappa (* 28. září 1967, New York City, New York, USA) je americká herečka a hudebnice. Od roku 2002 je jejím manželem kytarista skupiny Matchbox Twenty Paul Doucette. Její otec byl Frank Zappa, také kytarista. Podílela se na několika písních svého otce, jednou z nich je například „Valley Girl“ z roku 1982.